# Список номинантов и лауреатов премии «Золотая маска» 2018 года
«Золотая маска» — российская национальная театральная премия и фестиваль. «Золотая маска» была учреждена Союзом театральных деятелей России (СТД РФ) в 1993 году (в некоторых источниках назван 1994 год) по инициативе народного артиста СССР М. А. Ульянова (председатель СТД РФ в 1986—1996 годах) и при участии его заместителя В. Г. Урина и драматурга В. В. Павлова.

## О премии
Премия «Золотая маска» присуждается на конкурсной основе один раз в год по итогам прошедшего театрального сезона за творческие достижения в области театрального искусства, вручается спектаклям всех жанров театрального искусства: драма, опера, балет, оперетта и мюзикл, кукольный театр.
Для отбора спектаклей на конкурсы создаётся два экспертных совета — один для спектаклей театра драмы и театров кукол, второй для спектаклей оперы, оперетты / мюзикла и балета. Для определения победителей — лауреатов из состава номинантов (тайным голосованием по результатам фестиваля), создаётся два профессиональных жюри — по аналогии с экспертными советами — одно для спектаклей театра драмы и театров кукол и второе для спектаклей оперы, оперетты / мюзикла и балета. В состав жюри не могут входить создатели и исполнители спектаклей, участвующих в фестивале, а также члены экспертного совета.

## Лауреаты и события фестиваля «Золотая маска» 2018 года

### Номинанты премии «Золотая маска» 2018 года
Таблица номинантов составлена на основании официального опубликованного списка, с группировкой по спектаклям. Положение о премии и фестивале «Золотая маска» не регламентирует максимальное количество номинантов в одной номинации. Каждый экспертный совет самостоятельно определяет номинантов соответствующих конкурсов, но должен отобрать для соискания премии в любой номинации не менее двух номинантов, что обеспечивает соблюдение конкурсной основы соискания и присуждения премии. Экспертные советы имеют право принять решение об отсутствии номинантов премии в любой номинации. В таблице объединены в одну колонку номинации «лучшая женская роль» и «лучшая мужская роль».
Легенда:
  — Спектакль номинирован в номинации «Лучший спектакль»

«–» — Этот аспект спектакля не номинирован
| Конкурс спектаклей драматического театра (спектакль большой формы)                                          | Конкурс спектаклей драматического театра (спектакль большой формы) | Конкурс спектаклей драматического театра (спектакль большой формы) | Конкурс спектаклей драматического театра (спектакль большой формы)                     | Конкурс спектаклей драматического театра (спектакль большой формы) | Конкурс спектаклей драматического театра (спектакль большой формы) | Конкурс спектаклей драматического театра (спектакль большой формы) | Конкурс спектаклей драматического театра (спектакль большой формы) | Конкурс спектаклей драматического театра (спектакль большой формы) |   |
| --- | ------------------------------------------------------------------ | ------------------------------------------------------------------ | -------------------------------------------------------------------------------------- | ------------------------------------------------------------------ | ------------------------------------------------------------------ | ------------------------------------------------------------------ | ------------------------------------------------------------------ | ------------------------------------------------------------------ | - |
| |                                                                    |                                                                    |                                                                                        |                                                                    |                                                                    |                                                                    |                                                                    |                                                                    |   |
| Спектакль/номинации                                                                                         | лучший спектакль                                                   | лучшая работа режиссёра                                            | лучшая роль                                                                            | лучшая роль второго плана                                          | лучшая работа художника-постановщика                               | лучшая работа художника по свету                                   | лучшая работа художника по костюмам                                | лучшая работа драматурга                                           |   |
| |                                                                    |                                                                    |                                                                                        |                                                                    |                                                                    |                                                                    |                                                                    |                                                                    |   |
| «Антигона» Башкирский театр драмы им. М. Гафури, Уфа                                                        | зелёная ✓                                                          | Фарид Бикчантаев                                                   | Лилия Галина (Антигона) • Олег Ханов (Креон)                                           | Гульмира Исмагилова (Исмена) • Алмас Амиров (Хор)                  | Альберт Нестеров                                                   | –                                                                  | –                                                                  | –                                                                  |   |
| «Ахматова. Поэма без героя» Гоголь-центр, Москва                                                            | зелёная ✓                                                          | Алла Демидова • Кирилл Серебренников                               | Алла Демидова                                                                          | –                                                                  | –                                                                  | –                                                                  | –                                                                  | –                                                                  |   |
| «Барабаны в ночи» Театр имени А. С. Пушкина, Москва                                                         | зелёная ✓                                                          | Юрий Бутусов                                                       | Александра Урсуляк (Анна Балике) • Тимофей Трибунцев (Андреас Краглер)                 | Анастасия Лебедева (Манке) • Александр Матросов (Фридрих Мурк)     | Александр Шишкин                                                   | –                                                                  | Александр Шишкин                                                   | –                                                                  |   |
| «Воительница-Джырыбына» Театр «Олонхо», Якутск                                                              | зелёная ✓                                                          | Матрёна Корнилова                                                  | –                                                                                      | –                                                                  | Екатерина Шапошникова                                              | –                                                                  | Екатерина Шапошникова                                              | –                                                                  |   |
| «Губернатор» Большой драматический театр имени Г. А. Товстоногова, Санкт-Петербург                          | зелёная ✓                                                          | Андрей Могучий                                                     | Дмитрий Воробьев (Губернатор)                                                          | –                                                                  | Александр Шишкин                                                   | Стас Свистунович                                                   | –                                                                  | –                                                                  |   |
| «Демократия» Российский академический молодежный театр, Москва                                              | зелёная ✓                                                          | Алексей Бородин                                                    | Илья Исаев (Вилли Брандт)                                                              | –                                                                  | –                                                                  | –                                                                  | –                                                                  | –                                                                  |   |
| «Дракон» Московский художественный театр имени А. П. Чехова, Москва                                         | зелёная ✓                                                          | Константин Богомолов                                               | Игорь Верник (Дракон)                                                                  | –                                                                  | –                                                                  | –                                                                  | –                                                                  | –                                                                  |   |
| «Дядя Ваня» Театр имени Ленсовета, Санкт-Петербург                                                          | зелёная ✓                                                          | Юрий Бутусов                                                       | Александр Новиков (Войницкий)                                                          | Ольга Муравицкая (Соня) • Сергей Мигицко (Серебряков)              | –                                                                  | Александр Сиваев                                                   | –                                                                  | –                                                                  | – |
| «Иванов» Театр Наций, Москва                                                                                | зелёная ✓                                                          | Тимофей Кулябин                                                    | Чулпан Хаматова (Анна Петровна) • Елизавета Боярская (Саша) • Евгений Миронов (Иванов) | Игорь Гордин (Лебедев)                                             | Олег Головко                                                       | –                                                                  | –                                                                  | –                                                                  |   |
| «Кузмин. Форель разбивает лёд» Гоголь-центр, Москва                                                         | зелёная ✓                                                          | Владислав Наставшев                                                | Илья Ромашко (Михаил Кузьмин в старости) • Один Байрон (Михаил Кузьмин в молодости)    | –                                                                  | –                                                                  | –                                                                  | –                                                                  | –                                                                  |   |
| «Преступление и наказание» Александринский театр, Санкт-Петербург                                           | зелёная ✓                                                          | Аттила Виднянский                                                  | Анна Блинова (Соня)                                                                    | Виталий Коваленко • Виталий Лысенков                               | –                                                                  | –                                                                  | –                                                                  | –                                                                  |   |
| «Старик и море» Международный театральный фестиваль им. А. П. Чехова и Театр имени Е. Б. Вахтангова, Москва |                                                                    | Анатолий Васильев                                                  | Алла Демидова (От автора)                                                              | –                                                                  | Петр Попов                                                         | Тарас Михалевский                                                  | –                                                                  | –                                                                  |   |
| «Страх Любовь Отчаяние» Малый драматический театр - Театр Европы, Санкт-Петербург                           | зелёная ✓                                                          | Валерий Галендеев                                                  | Ирина Тычинина (Юдифь)                                                                 | –                                                                  | Александр Боровский                                                | –                                                                  | –                                                                  | –                                                                  |   |
| «Царь Эдип» Театр имени Е. Б. Вахтангова, Москва                                                            | зелёная ✓                                                          | Римас Туминас                                                      | –                                                                                      | –                                                                  | Адомас Яцовскис                                                    | –                                                                  | –                                                                  | –                                                                  |   |
| |                                                                    |                                                                    |                                                                                        |                                                                    |                                                                    |                                                                    |                                                                    |                                                                    |   |
| Конкурс спектаклей драматического театра (спектакль малой формы)                                            |                                                                    |                                                                    |                                                                                        |                                                                    |                                                                    |                                                                    |                                                                    |                                                                    |   |
| |                                                                    |                                                                    |                                                                                        |                                                                    |                                                                    |                                                                    |                                                                    |                                                                    |   |
| Спектакль/номинации                                                                                         | лучший спектакль                                                   | лучшая работа режиссёра                                            | лучшая роль                                                                            | лучшая роль второго плана                                          | лучшая работа художника-постановщика                               | лучшая работа художника по свету                                   | лучшая работа художника по костюмам                                | лучшая работа драматурга                                           |   |
| |                                                                    |                                                                    |                                                                                        |                                                                    |                                                                    |                                                                    |                                                                    |                                                                    |   |
| «Гроза» Молодёжный театр, Краснодар                                                                         | зелёная ✓                                                          | Даниил Безносов                                                    | Полина Шипулина (Катерина) • Александр Теханович (Тихон)                               | Дмитрий Морщаков (Кулигин)                                         | Настя Васильева                                                    | Денис Солнцев                                                      | –                                                                  | –                                                                  |   |
| «Детство» Театр юного зрителя, Хабаровск                                                                    | зелёная ✓                                                          | Константин Кучикин                                                 | Виталий Федоров (Николенька)                                                           | –                                                                  | Катерина Андреева • Павел Оглуздин                                 | –                                                                  | –                                                                  | –                                                                  |   |
| «Дыхание» Театр Наций, Москва                                                                               | зелёная ✓                                                          | Марат Гацалов                                                      | Людмила Трошина (Она)                                                                  | –                                                                  | –                                                                  | –                                                                  | –                                                                  | –                                                                  |   |
| «Жизнь» Театр драмы, Омск                                                                                   | зелёная ✓                                                          | Борис Павлович                                                     | Владислав Пузырников (Иван Ильич)                                                      | –                                                                  | –                                                                  | –                                                                  | –                                                                  | –                                                                  |   |
| «Изгнание» Театр имени Маяковского, Москва                                                                  | зелёная ✓                                                          | Миндаугас Карбаускис                                               | –                                                                                      | Анастасия Дьячук (Эгле) • Иван Кокорин (Вандал)                    | Сергей Бархин                                                      | –                                                                  | –                                                                  | Марюс Ивашкявичюс                                                  |   |
| «Король Лир» Театр-студия «Грань», Новокуйбышевск                                                           | зелёная ✓                                                          | Денис Бокурадзе                                                    | –                                                                                      | –                                                                  | –                                                                  | Евгений Ганзбург                                                   | Елена Соловьева                                                    | –                                                                  |   |
| «Лондон» Драматический театр, Новокузнецк                                                                   | зелёная ✓                                                          | Сергей Чехов                                                       | –                                                                                      | –                                                                  | Анастасия Юдина                                                    | –                                                                  | –                                                                  | –                                                                  |   |
| «Магазин» Татарский драматический театр, Альметьевск                                                        | зелёная ✓                                                          | Эдуард Шахов                                                       | Диляра Ибатуллина (Карлыгаш) • Мадина Гайнуллина (Зияш)                                | –                                                                  | –                                                                  | –                                                                  | –                                                                  | Олжас Жанайдаров                                                   |   |
| «Месяц в деревне» Театр-Театр, Пермь                                                                        | зелёная ✓                                                          | Борис Мильграм                                                     | Анна Сырчикова (Наталья Петровна) • Александр Гончарук (Ракитин)                       | –                                                                  | –                                                                  | –                                                                  | –                                                                  | –                                                                  |   |
| «Розенкранц и Гильденстерн» Театр юных зрителей имени А. А. Брянцева, Санкт-Петербург                       | зелёная ✓                                                          | Дмитрий Волкострелов                                               | –                                                                                      | –                                                                  | –                                                                  | –                                                                  | –                                                                  | –                                                                  |   |
| «Сучилища» Театр драмы им. А.П. Чехова, Серов                                                               | зелёная ✓                                                          | Петр Шерешевский                                                   | Карина Пестрова (Танька) • Кирилл Имеров (Сережа)                                      | –                                                                  | –                                                                  | –                                                                  | Алексей Унесихин                                                   | Андрей Иванов                                                      |   |
| «Тартюф» Электротеатр Станиславский, Москва                                                                 | зелёная ✓                                                          | Филипп Григорьян                                                   | –                                                                                      | Елена Морозова (Дорина)                                            | –                                                                  | –                                                                  | –                                                                  | –                                                                  |   |
| «Человек из Подольска» Театр.doc, Москва                                                                    | зелёная ✓                                                          | Михаил Угаров • Игорь Стам                                         | Игорь Стам (Первый полицейский)                                                        | –                                                                  | –                                                                  | –                                                                  | –                                                                  | Дмитрий Данилов                                                    |   |
| «Чук и Гек» Александринский театр, Санкт-Петербург                                                          | зелёная ✓                                                          | Михаил Патласов                                                    | Ольга Белинская (Агнесса)                                                              | –                                                                  | Александр Мохов • Мария Лукка                                      | –                                                                  | –                                                                  | –                                                                  |   |
| «Я здесь» Театр «Старый дом», Новосибирск                                                                   | зелёная ✓                                                          | Максим Диденко                                                     | –                                                                                      | –                                                                  | Павел Семченко • Максим Диденко                                    | Игорь Фомин                                                        | –                                                                  | –                                                                  |   |

| Конкурс спектаклей театров оперы                           | Конкурс спектаклей театров оперы | Конкурс спектаклей театров оперы | Конкурс спектаклей театров оперы                                              | Конкурс спектаклей театров оперы     | Конкурс спектаклей театров оперы | Конкурс спектаклей театров оперы    | Конкурс спектаклей театров оперы | Конкурс спектаклей театров оперы |
| ---------------------------------------------------------- | -------------------------------- | -------------------------------- | ----------------------------------------------------------------------------- | ------------------------------------ | -------------------------------- | ----------------------------------- | -------------------------------- | -------------------------------- |
|                                                            |                                  |                                  |                                                                               |                                      |                                  |                                     |                                  |                                  |
| Спектакль/номинации                                        | лучший спектакль                 | лучшая работа режиссёра          | лучшая роль                                                                   | лучшая работа художника-постановщика | лучшая работа художника по свету | лучшая работа художника по костюмам | лучшая работа дирижёра           | лучшая работа композитора        |
|                                                            |                                  |                                  |                                                                               |                                      |                                  |                                     |                                  |                                  |
| «CANTOS» Театр оперы и балета им. П. И. Чайковского, Пермь | зелёная ✓                        | Семён Александровский            | –                                                                             | Ксения Перетрухина                   | Семён Александровский            | Леша Лобанов                        | Теодор Курентзис                 | Алексей Сюмак                    |
| «Билли Бадд» Большой театр, Москва                         | зелёная ✓                        | Дэвид Олден                      | Гидон Сакс (Джон Клэггарт) • Юрий Самойлов (Билли Бадд) • Джон Дашак          | Пол Стейнберг                        | –                                | Уильям Лейси                        | Констанс Хоффман                 | –                                |
| «Манон Леско» Большой театр, Москва                        | зелёная ✓                        | Адольф Шапиро                    | Анна Нетребко (Манон Леско) • Юсиф Эйвазов (Кавалер де Грие)                  | Мария Трегубова                      | –                                | Мария Трегубова                     | –                                | –                                |
| «Пассажирка» Театр оперы и балета, Екатеринбург            | зелёная ✓                        | Тадеуш Штрассбергер              | Надежда Бабинцева (Лиза)                                                      | –                                    | –                                | –                                   | Оливер фон Дохнаньи              | –                                |
| «Родина электричества» Театр оперы и балета, Воронеж       | зелёная ✓                        | Михаил Бычков                    | –                                                                             | Николай Симонов                      | –                                | Юлия Ветрова                        | Юрий Анисичкин                   | –                                |
| «Саломея» Мариинский театр, Санкт-Петербург                | зелёная ✓                        | –                                | Елена Стихина (Саломея) • Лариса Гоголевская (Иродиада) • Андрей Попов (Ирод) | Моника Пормале                       | Александр Наумов                 | –                                   | –                                | –                                |
| «Турандот» Театр «Геликон-опера», Москва                   | зелёная ✓                        | Дмитрий Бертман                  | Елена Михайленко (Турандот) • Дмитрий Башкиров (Калаф)                        | Камелия Куу                          | Томас Хазе                       | Камелия Куу                         | Владимир Федосеев                | –                                |
| «Фауст» Театр «Новая опера» им. Е. В. Колобова, Москва     | зелёная ✓                        | Ян Латам-Кениг                   | Елизавета Соина (Маргарита) • Хачатур Бадалян (Фауст)                         | Этель Иошпа                          | –                                | –                                   | Ян Латам-Кениг                   | –                                |
| «Чаадский» Театр «Геликон-опера», Москва                   | зелёная ✓                        | Кирилл Серебренников             | –                                                                             | Алексей Трегубов                     | –                                | Кирилл Серебренников                | Феликс Коробов                   | Александр Маноцков               |

| Конкурс спектаклей оперетты / мюзикла                                | Конкурс спектаклей оперетты / мюзикла | Конкурс спектаклей оперетты / мюзикла | Конкурс спектаклей оперетты / мюзикла                       | Конкурс спектаклей оперетты / мюзикла              | Конкурс спектаклей оперетты / мюзикла | Конкурс спектаклей оперетты / мюзикла | Конкурс спектаклей оперетты / мюзикла | Конкурс спектаклей оперетты / мюзикла |                           |
| -------------------------------------------------------------------- | ------------------------------------- | ------------------------------------- | ----------------------------------------------------------- | -------------------------------------------------- | ------------------------------------- | ------------------------------------- | ------------------------------------- | ------------------------------------- | ------------------------- |
|                                                                      |                                       |                                       |                                                             |                                                    |                                       |                                       |                                       |                                       |                           |
| Спектакль/номинации                                                  | лучший спектакль                      | лучшая работа режиссёра               | лучшая роль                                                 | лучшая роль второго плана                          | лучшая работа художника-постановщика  | лучшая работа художника по свету      | лучшая работа художника по костюмам   | лучшая работа дирижёра                | лучшая работа композитора |
|                                                                      |                                       |                                       |                                                             |                                                    |                                       |                                       |                                       |                                       |                           |
| «Безымянная звезда» Музыкальный театр, Новосибирск                   | зелёная ✓                             | Филипп Разенков                       | Валентина Воронина (Мона) • Евгений Дудник (Марин)          | Евгения Огнева (Мадмуазель Ку-Ку)                  | Елена Турчанинова                     | –                                     | Елена Турчанинова                     | Александр Новиков                     | –                         |
| «Гадкий утенок» Театр «Карамболь», Санкт-Петербург                   | зелёная ✓                             | Олег Леваков                          | –                                                           | Андрей Котов (Индюш IV) • Лина Нова (Мама-Утка)    | Дмитрий Богданов                      | –                                     | Олег Молчанов                         | –                                     | –                         |
| «Микадо, или город Титипу» Театр музыкальной комедии, Екатеринбург   | зелёная ✓                             | Алексей Франдетти                     | Анастасия Ермолаева (Ям-Ям)                                 | Алексей Литвиненко (Ко-Ко) • Ирина Цыбина (Кэтише) | –                                     | –                                     | –                                     | Антон Ледовский                       | –                         |
| «Принцесса цирка» Театр мюзикла, Москва                              |                                       | Себастьян Солдевилья • Марина Швыдкая | Евгений Шириков (Мистер Икс)                                | Елизавета Пащенко (Мари Латуш)                     | –                                     | –                                     | –                                     | –                                     | –                         |
| «Суини Тодд, маньяк-цирюльник с Флит-стрит» Театр на Таганке, Москва | зелёная ✓                             | Алексей Франдетти                     | Петр Маркин (Суини Тодд) • Александра Басова (Миссис Ловет) | –                                                  | Евгений Терехов                       | –                                     | –                                     | –                                     | –                         |

| Конкурс спектаклей балета                                                                                             | Конкурс спектаклей балета | Конкурс спектаклей балета                                       | Конкурс спектаклей балета            | Конкурс спектаклей балета           | Конкурс спектаклей балета        | Конкурс спектаклей балета                              | Конкурс спектаклей балета                              |                           |
| --- | ------------------------- | --------------------------------------------------------------- | ------------------------------------ | ----------------------------------- | -------------------------------- | ------------------------------------------------------ | ------------------------------------------------------ | ------------------------- |
| |                           |                                                                 |                                      |                                     |                                  |                                                        |                                                        |                           |
| Спектакль/номинации                                                                                                   | лучший спектакль          | лучшая роль                                                     | лучшая работа художника-постановщика | лучшая работа художника по костюмам | лучшая работа художника по свету | лучшая работа дирижёра                                 | лучшая работа постановщика (балетмейстера/ хореографа) | лучшая работа композитора |
| |                           |                                                                 |                                      |                                     |                                  |                                                        |                                                        |                           |
| «Времена года» Мариинский театр, Санкт-Петербург                                                                      | зелёная ✓                 | Екатерина Кондаурова                                            | –                                    | –                                   | Константин Бинкин                | –                                                      | Илья Живой                                             | –                         |
| «Вторая деталь» Музыкальный театр имени К. С. Станиславского и Вл. И. Немировича-Данченко, Москва                     | зелёная ✓                 | –                                                               | –                                    | –                                   | –                                | –                                                      | –                                                      | –                         |
| «Золушка» Театр оперы и балета имени П. И. Чайковского, Пермь                                                         | зелёная ✓                 | Инна Билаш (Вера Надеждина) • Никита Четвериков (Франсуа Ренар) | Альона Пикалова                      | Татьяна Ногинова                    | –                                | Теодор Курентзис                                       | Алексей Мирошниченко                                   | –                         |
| «Клетка» Большой театр, Москва                                                                                        | зелёная ✓                 | Анастасия Сташкевич                                             | –                                    | –                                   | –                                | Игорь Дронов                                           | –                                                      | –                         |
| «Наяда и рыбак. Сюита» Театр оперы и балета, Екатеринбург                                                             | зелёная ✓                 | Екатерина Сапогова (Джианнина) • Александр Меркушев (Маттео)    | –                                    | –                                   | –                                | Алексей Богорад                                        | Юрий Бурлака                                           | –                         |
| «Снежная Королева» Театр оперы и балета, Екатеринбург                                                                 | зелёная ✓                 | Мики Нисигути (Герда) • Андрей Вешкурцев (Цветок)               | –                                    | –                                   | –                                | Павел Клиничев                                         | Вячеслав Самодуров                                     | Артём Васильев            |
| «Сюита в белом» Музыкальный театр имени К. С. Станиславского и Вл. И. Немировича-Данченко, Москва                     | зелёная ✓                 | Оксана Кардаш (Сигарета)                                        | –                                    | –                                   | –                                | Феликс Коробов                                         | –                                                      | –                         |
| |                           |                                                                 |                                      |                                     |                                  |                                                        |                                                        |                           |
| Конкурс спектаклей балета (современный танец)                                                                         |                           |                                                                 |                                      |                                     |                                  |                                                        |                                                        |                           |
| |                           |                                                                 |                                      |                                     |                                  |                                                        |                                                        |                           |
| Спектакль/номинации                                                                                                   | лучший спектакль          | лучшая роль                                                     | лучшая работа художника-постановщика | лучшая работа художника по костюмам | лучшая работа дирижёра           | лучшая работа постановщика (балетмейстера/ хореографа) | лучшая работа композитора                              |                           |
| |                           |                                                                 |                                      |                                     |                                  |                                                        |                                                        |                           |
| «MEMORIAE» Проект К. Матулевского и С. Гайдуковой, Москва                                                             | зелёная ✓                 | –                                                               | –                                    | –                                   | –                                | Константин Матулевский • Софья Гайдукова               | –                                                      |                           |
| «Зов начала (Алиф)» Фонд культурных инициатив «Творческая среда» и Театральный проект «Камень. Облако. Птица», Казань | зелёная ✓                 | Нурбек Батулла                                                  | –                                    | –                                   | –                                | Марсель Нуриев                                         | –                                                      |                           |
| «Имаго-Ловушка» Театр «Провинциальные танцы», Екатеринбург                                                            | зелёная ✓                 | –                                                               | –                                    | –                                   | –                                | Татьяна Баганова                                       | –                                                      |                           |
| «Коллекционер» Дом танца «Каннон Данс», Санкт-Петербург                                                               | зелёная ✓                 | –                                                               | –                                    | –                                   | –                                | Ксения Михеева                                         | –                                                      |                           |
| «Объект в отдалении» Танцевальная компания «Воздух», Краснодар                                                        | зелёная ✓                 | –                                                               | –                                    | –                                   | –                                | Олег Степанов • Алексей Торгунаков                     | –                                                      |                           |
| «Шелк» Театр современного танца, Челябинск                                                                            | зелёная ✓                 | –                                                               | –                                    | –                                   | –                                | Риккардо Бускарини                                     | –                                                      |                           |
| «Эссенция» Танцевальная компания «Zonk'a», Екатеринбург                                                               | зелёная ✓                 | Анна Щеклеина • Александр Фролов                                | –                                    | –                                   | –                                | Анна Щеклеина • Александр Фролов                       | –                                                      |                           |

| Конкурс спектаклей театров кукол                                                             | Конкурс спектаклей театров кукол | Конкурс спектаклей театров кукол | Конкурс спектаклей театров кукол     | Конкурс спектаклей театров кукол                                         |
| -------------------------------------------------------------------------------------------- | -------------------------------- | -------------------------------- | ------------------------------------ | ------------------------------------------------------------------------ |
|                                                                                              |                                  |                                  |                                      |                                                                          |
| Спектакль/номинации                                                                          | лучший спектакль                 | лучшая работа режиссёра          | лучшая работа художника-постановщика | лучшая актёрская работа                                                  |
|                                                                                              |                                  |                                  |                                      |                                                                          |
| «Алые паруса» Театр кукол, Махачкала                                                         | зелёная ✓                        | –                                | Виктор Никоненко                     | –                                                                        |
| «И дольше века длится день» Музей истории ГУЛАГа и творческое объединение «Таратумб», Москва | зелёная ✓                        | –                                | Виктор Никоненко                     | Олег Шапков (Едигей)                                                     |
| «Пикник» Театр куклы и актера «Скоморох» им. Р. Виндермана, Томск                            | зелёная ✓                        | Сергей Иванников                 | Сергей Иванников                     | Наталья Павленко • Марина Дюсьметова • Екатерина Ромазан • Сеньора Тепан |
| «Попугай и веники» Театр «Кукольный дом», Пенза                                              | зелёная ✓                        | Владимир Бирюков                 | Виктор Никоненко                     | Руслан Джурабеков (Бабка) • Дмитрий Кинге (Попугай)                      |
| «Снегурочка» Театр кукол, Кострома                                                           | зелёная ✓                        | Евгений Ибрагимов                | Эмиль Капелюш • Юлия Михеева         | –                                                                        |

| Конкурс «Эксперимент» (поиск новых выразительных средств современного театра)                     | Конкурс «Эксперимент» (поиск новых выразительных средств современного театра) | Конкурс «Эксперимент» (поиск новых выразительных средств современного театра)          | Конкурс «Эксперимент» (поиск новых выразительных средств современного театра) | Конкурс «Эксперимент» (поиск новых выразительных средств современного театра) |
| ------------------------------------------------------------------------------------------------- | ----------------------------------------------------------------------------- | -------------------------------------------------------------------------------------- | ----------------------------------------------------------------------------- | ----------------------------------------------------------------------------- |
|                                                                                                   |                                                                               |                                                                                        |                                                                               |                                                                               |
| Спектакль/номинации                                                                               | лучший спектакль                                                              | лучшая работа композитора муз. театра                                                  | лучшая роль второго плана                                                     | лучшая работа художника по костюмам муз. театра                               |
|                                                                                                   |                                                                               |                                                                                        |                                                                               |                                                                               |
| «В гостях. Европа» Фестиваль «Территория», Москва и «Rimini Protokoll», Германия                  | зелёная ✓                                                                     | –                                                                                      | –                                                                             | –                                                                             |
| «Вернувшиеся» Театральная компания YBW, Москва                                                    | зелёная ✓                                                                     | –                                                                                      | –                                                                             | –                                                                             |
| «Галилео. Опера для скрипки и учёного» Электротеатр Станиславский и Политехнический музей, Москва | зелёная ✓                                                                     | Сергей Невский • Кузьма Бодров • Дмитрий Курляндский • Кирилл Чернегин, Павел Карманов | –                                                                             | –                                                                             |
| «Лесосибирск Лойс» Театр «Поиск», Лесосибирск                                                     | зелёная ✓                                                                     | –                                                                                      | –                                                                             | –                                                                             |
| «Музей инопланетного вторжения» Театр взаимных действий, Москва                                   | зелёная ✓                                                                     | –                                                                                      | –                                                                             | –                                                                             |
| «Я Басё» Упсала-Цирк, Санкт-Петербург                                                             | зелёная ✓                                                                     | –                                                                                      | –                                                                             | –                                                                             |

### Лауреаты премии «Золотая маска» 2018 года
Таблица лауреатов составлена на основании положения о премии и официального опубликованного списка лауреатов.
Легенда:
     — Лауреаты премий в основных номинациях

     — Лауреаты премий в частных номинациях
| Конкурс                                                           | Номинация | Победитель                                             | Произведение (роль)                               | Театр (учреждение)                                                                                |  |
| ----------------------------------------------------------------- | --- | ------------------------------------------------------ | ------------------------------------------------- | ------------------------------------------------------------------------------------------------- |  |
|                                                                   | |                                                        |                                                   |                                                                                                   |  |
| Конкурс спектаклей драматического театра                          | Лучший спектакль большой формы | «Страх любовь отчаянье»                                | «Страх любовь отчаянье»                           | Театр Европы, Санкт-Петербург                                                                     |  |
| Конкурс спектаклей драматического театра                          | Лучший спектакль малой формы | «Чук и Гек»                                            | «Чук и Гек»                                       | Александринский театр, Санкт-Петербург                                                            |  |
| Конкурс спектаклей драматического театра                          | Лучшая работа режиссёра | Юрий Бутусов                                           | «Дядя Ваня»                                       | Театра им. Ленсовета, Санкт-Петербург                                                             |  |
| Конкурс спектаклей драматического театра                          | Лучшая женская роль | Алла Демидова                                          | «Ахматова. Поэма без героя»                       | «Гоголь-центр», Москва                                                                            |  |
| Конкурс спектаклей драматического театра                          | Лучшая мужская роль | Вячеслав Ковалев                                       | «Изгнание»                                        | Театр им. Маяковского, Москва                                                                     |  |
| Конкурс спектаклей драматического театра                          | Лучшая мужская роль второго плана | Дмитрий Лысенков                                       | «Преступление и наказание»                        | Александринский театр, Санкт-Петербург                                                            |  |
| Конкурс спектаклей драматического театра                          | Лучшая женская роль второго плана | Анастасия Лебедева                                     | «Барабаны в ночи»                                 | Театр имени Пушкина, Москва                                                                       |  |
| Конкурс спектаклей драматического театра                          | Лучший драматург | Дмитрий Данилов                                        | «Человек из Подольска»                            | «Театра.doc», Москва                                                                              |  |
| Конкурс спектаклей драматического театра                          | |                                                        |                                                   |                                                                                                   |  |
| Конкурс спектаклей театров оперы                                  | Лучший спектакль | «Билли Бадд»                                           | «Билли Бадд»                                      | Большой театр, Москва                                                                             |  |
| Конкурс спектаклей театров оперы                                  | Лучшая работа режиссёра | Кирилл Серебренников                                   | «Чаадский»                                        | «Геликон-опера», Москва                                                                           |  |
| Конкурс спектаклей театров оперы                                  | Лучшая работа дирижёра | Оливер фон Доханьи                                     | «Пассажирка»                                      | Театр оперы и балета, Екатеринбург                                                                |  |
| Конкурс спектаклей театров оперы                                  | Лучшая женская роль | Надежда Бабинцева                                      | «Пассажирка»                                      | Театр оперы и балета, Екатеринбург                                                                |  |
| Конкурс спектаклей театров оперы                                  | Лучшая мужская роль | Евгений Ставинский                                     | «Фауст» (Мефистофель)                             | «Новая опера» им. Е. В. Колобова, Москва                                                          |  |
|                                                                   | |                                                        |                                                   |                                                                                                   |  |
| Конкурс спектаклей оперетты / мюзикла                             | Лучший спектакль | «Суини Тодд, маньяк-цирюльник с Флит-стрит»            | «Суини Тодд, маньяк-цирюльник с Флит-стрит»       | Театр на Таганке, Москва                                                                          |  |
| Конкурс спектаклей оперетты / мюзикла                             | Лучшая работа режиссёра | Алексей Франдетти                                      | «Суини Тодд, маньяк-цирюльник с Флит-стрит»       | Театр на Таганке, Москва                                                                          |  |
| Конкурс спектаклей оперетты / мюзикла                             | Лучшая работа дирижёра | Александр Новиков                                      | «Безымянная звезда»                               | Музыкальный театр, Новосибирск                                                                    |  |
| Конкурс спектаклей оперетты / мюзикла                             | Лучшая женская роль | Анастасия Ермолаева                                    | «Микадо, или Город Титипу»                        | Театр музыкальной комеди, Екатеринбург                                                            |  |
| Конкурс спектаклей оперетты / мюзикла                             | Лучшая мужская роль | Пётр Маркин                                            | «Суини Тодд, маньяк-цирюльник с Флит-стрит»       | Театр на Таганке, Москва                                                                          |  |
| Конкурс спектаклей оперетты / мюзикла                             | Лучшая роль второго плана | Евгения Огнева                                         | «Безымянная звезда»                               | Музыкальный театр, Новосибирск                                                                    |  |
|                                                                   | |                                                        |                                                   |                                                                                                   |  |
| Конкурс спектаклей балета                                         | Лучший спектакль балета | «Сюита в белом»                                        | «Сюита в белом»                                   | Музыкальный театр им. Станиславского и Немировича-Данченко, Москва                                |  |
| Конкурс спектаклей балета                                         | Лучший спектакль современного танца | «Имаго-ловушку»                                        | «Имаго-ловушку»                                   | «Провинциальные танцы», Екатеринбург                                                              |  |
| Конкурс спектаклей балета                                         | Лучшая работа постановщика (балетмейстера/хореографа) | Алексей Мирошниченко                                   | «Золушка»                                         | Театр оперы и балета им. П. И. Чайковского, Пермь                                                 |  |
| Конкурс спектаклей балета                                         | Лучшая работа дирижёра | Теодор Курентзис                                       | «Золушка»                                         | Театр оперы и балета им. П. И. Чайковского, Пермь                                                 |  |
| Конкурс спектаклей балета                                         | Лучшая женская роль | Анастасия Сташкевич                                    | «Клетка»                                          | Большой театр, Москва                                                                             |  |
| Конкурс спектаклей балета                                         | Лучшая мужская роль | Нурбек Батулла                                         | «Зов начала»                                      | Фонд культурных инициатив «Творческая среда» и Театральный проект «Камень. Облако. Птица», Казань |  |
|                                                                   | |                                                        |                                                   |                                                                                                   |  |
| Конкурс спектаклей театров кукол                                  | Лучший спектакль | «И дольше века длится день»                            | «И дольше века длится день»                       | Музей истории ГУЛАГа и Творческое объединение «Таратумб», Москва                                  |  |
| Конкурс спектаклей театров кукол                                  | Лучшая работа режиссёра | Владимир Бирюков                                       | «Попугай и веники»                                | Театр «Кукольный дом», Пенза                                                                      |  |
| Конкурс спектаклей театров кукол                                  | Лучшая работа художника | Эмиль Капелюш, Юлия Михеева                            | «Снегурочка»                                      | Театр кукол, Кострома                                                                             |  |
| Конкурс спектаклей театров кукол                                  | Лучшая актёрская работа | Наталья Павленко, Марина Дюсьметова, Екатерина Ромазан | «Пикник»                                          | Театр куклы и актера «Скоморох» им. Р. Виндермана, Томск                                          |  |
|                                                                   | |                                                        |                                                   |                                                                                                   |  |
| Из номинантов на звание «Лучший спектакль» — музыкальных театров  | Лучшая работа художника-постановщика | Пол Стейнберг                                          | «Билли Бадд»                                      | Большой театр, Москва                                                                             |  |
| Из номинантов на звание «Лучший спектакль» — музыкальных театров  | Лучшая работа художника по костюмам | Татьяна Ногинова                                       | «Золушка»                                         | Театр оперы и балета им. П. И. Чайковского, Пермь                                                 |  |
| Из номинантов на звание «Лучший спектакль» — музыкальных театров  | Лучшая работа художника по свету | Александр Наумов                                       | «Саломея»                                         | Мариинский театр, Санкт-Петербург                                                                 |  |
| Из номинантов на звание «Лучший спектакль» — музыкальных театров  | Лучшая работа композитора | Алексей Сюмак                                          | «Cantos»                                          | Театр оперы и балета им. П. И. Чайковского, Пермь                                                 |  |
|                                                                   | |                                                        |                                                   |                                                                                                   |  |
| Эксперимент поиск новых выразительных средств современного театра | Лучший спектакль | «Я Басё»                                               | «Я Басё»                                          | «Упсал-цирк», Санкт-Петербург                                                                     |  |
|                                                                   | |                                                        |                                                   |                                                                                                   |  |
| Специальные премии                                                | |                                                        |                                                   |                                                                                                   |  |
|                                                                   | |                                                        |                                                   |                                                                                                   |  |
| Специальные премии жюри                                           | |                                                        |                                                   |                                                                                                   |  |
| Специальная премия жюри музыкальных театров                       | Анна Нетребко, Юсиф Эйвазов | «Манон Леско»                                          | Большой театр, Москва                             |                                                                                                   |  |
| Специальная премия жюри музыкальных театров                       | «Cantos» | «Cantos»                                               | Театр оперы и балета им. П. И. Чайковского, Пермь |                                                                                                   |  |
| Специальная премия жюри музыкальных театров                       | хор в спектакле | «Cantos»                                               | Театр оперы и балета им. П. И. Чайковского, Пермь |                                                                                                   |  |
|                                                                   | |                                                        |                                                   |                                                                                                   |  |
| За выдающийся вклад в развитие театрального искусства             | Валентин Гафт • Александр Ширвиндт • Иван Краско • Владимир Рецептер • Николай Боярчиков • Алла Покровская • Галина Анисимова • Вера Кузьмина • Алла Журавлева • Анатолий Гладнев • Юрий Бурэ-Небельсен | За поддержку театрального искусства России             | За поддержку театрального искусства России        | спорт                                                                                             |  |